# جولة بوربوس العالمية
جولة بوربوس العالمية (بالإنجليزية: Purpose World Tour)‏ هي ثالث جولة عالمية للمغني الكندي جاستن بيبر. وجائت في خضم الدعم المقدم لألبومه الاستوديو الرابع (Purpose (2015. بدأت الجولة في 9 مارس 2016 في سياتل وانتهت في 2 يوليو 2017 في لندن بعد أن تم إلغاء ما تبقى من العروض.
وفقًا لبولستار (مجلة)، حققت الجولة العالمية ما يقارب 163.3 مليون دولار وباع 1761642 تذكرة في عام 2016 وقام بما مجموعه 29 عرضًا في عام 2017 وجمع من خلالها ما يقدر 93.7 مليون دولار مع بيع 1043.839 تذكرة. إجمالاً بلغ إجمالي الأرباح في الجولة 257 مليون دولار وعدد مشاركين اقترب من 2,805,481 حضورًا في 141 عرضًا، مما يجعلها واحدة من أكبر جولات الحفلات الموسيقية إجمالاً على الإطلاق.